# Antonio Conte (szermierz)
Antonio Conte (ur. 11 grudnia 1867 w Minturno, zm. 4 lutego 1953 tamże) – włoski szermierz, który startował w zawodach na przełomie XIX i XX wieku. 

## Życiorys
Conte urodził się w Minturno. Brał udział w szermierce na Letnich Igrzyskach Olimpijskich 1900 w Paryżu i zdobył złoty medal w szabli zawodowców, pokonując w finale włoskiego szermierza Italo Santellego. 
Po zapisaniu się do batalionu Maddaloni w randze sierżanta, Conte doskonalił technikę szermierki w Akademii Wojskowej w Modenie. Przeniósł się do Mediolanu, aby uczyć szermierki, a potem do Paryża (wcześniej opuścił wojsko, ponieważ nie wolno było żołnierzom podróżować do stolicy Francji), aby wziąć udział w turnieju. 
W 1904 r. wyjechał do Hiszpanii, a następnie powrócił do Paryża z żoną Sofią, kelnerką, która uratowała mu życie, gdy ktoś próbował go otruć. W wieku 80 lat, po śmierci żony, wrócił do rodzinnego Minturno. Przeznaczył swój majątek o wartości 300 milionów lirów (składający się z nieruchomości, ziemi i biżuterii) dla szpitala w swoim rodzinnym mieście. 